# 170年代
| 千纪： | 1千纪                                                                                  |
| 世纪： | 1世纪 \| 2世纪 \| 3世纪                                                                |
| 年代： | 140年代 \| 150年代 \| 160年代 \| 170年代 \| 180年代 \| 190年代 \| 200年代              |
| 年份： | 170年 \| 171年 \| 172年 \| 173年 \| 174年 \| 175年 \| 176年 \| 177年 \| 178年 \| 179年 |

## 大事记
- 东汉第二次党锢之祸
- 熹平石經，刻出
- 罗马帝国皇帝马可·奥勒留的治世

## 出生
- 周瑜（175年出生）

## 逝世
- 窦妙（172年去世）
- 劉郃（179年去世）
- 陳球（179年去世）
- 陽球（179年去世）